# Tahitiparakit
Tahitiparakit (Cyanoramphus zealandicus) är en utdöd fågel i familjen östpapegojor inom ordningen papegojfåglar. Den förekom tidigare på Sällskapsöarna men är försvunnen, senast rapporterad 1850. IUCN kategoriserar arten som utdöd.